# 聯合國安全理事會第301號決議
聯合國安理會第301號決議，于1971年10月20日通过。该决议重申联合国大会第1514号决议，认定纳米比亚人民享有不可剥夺的自由与独立权利。安理会谴责南非拒不执行安理会关于纳米比亚的各项决议。将南非当局执意将军队继续留驻纳米比亚的行为，认定为非法行为。
安理会通过此决议后，呼吁所有国家全面执行这一决议中的规定，支持纳米比亚人民的权利，并要求秘书长就决议的执行情况作定期报告。
该决议以13票支持，0票反对，2票（英国、法国）弃权通过。
这也是中华民国最后一次在安理会投票的决议。